# Марко Ковач
Марко Ковач (Београд, 9. април 1981) српски је архитекта, редитељ, сценариста, пародичар, сатиричар, илустратор, музички аутор и аранжер.
Члан је Инжењерске коморе Србије (ИКС), Организације музичких аутора Србије (СОКОЈ), као и Удружења филмских уметника Србије (УФУС). Оснивач је продуцентске куће МК Арт Студио.
Син је новинара и публицисте Бранислава Ковача.

## Филмографија
| Год.  | Назив                                       | Жанр | Награда |
| ----- | ------------------------------------------- | ---- | ------- |
|       |                                             |      |         |
| 2007. | Потписани 01 – Телефонска централа          |      |         |
| 2008. | Потписани 02 - Шифра                        |      |         |
| 2010. | Потписани 03 - Воз                          |      |         |
| 2011. | Подбрадак потписаних (ТВ серија)            |      |         |
| 2013. | Потписани 04 - Паја Шишкебаб                |      |         |
| 2014. | Потписани 05 - Мобилизација                 |      |         |
| 2016. | Потписани 06 - Логор                        |      |         |
| 2017. | Потписани 07 - Гаража, освета и још понешто |      |         |
| 2019. | Потписани 08 - Трегер                       |      |         |

## Награде и признања
- 1998 – Прва награда за анимирани филм „Шах” на 31. ревији филмског и видео стваралаштва деце Југославије[17]
- 2007 – Специјална награда Телекома Србије за кратки филм „Вук уједа” на фестивалу „Нова светлост”[18]
- 2008 – Друга награда за кратки филм „Енергија са природних извора” на конкурсу ТВ Фокс за најбољи „Мој Индијана Џонс моменат”[19]
- 2010 – Кратки филм „Београд 2010” увршћен у званични промотивни програм за Белдокс 2010
- 2011 – Кратки филм „Осигурање” увршћен у званични промотивни спот за ФЕСТ 2011
- 2011 – Награда „Шумски патуљак” за пародију традиционалног ТВ израза за филм „Потписани 01 – Телефонска централа” на Првој ревији независних оф-филмова Србије у српском Холивуду[20][21][22][23][24][25]
- 2012 – Прва награда за кратки филм „Психо” на „Јаmeson J-Factory” фестивалу[5][26][27][28][29][30][31][32][33][34]
- 2012 – Друга награда за кратки филм „Валтер” на „Јаmeson J-Factory” фестивалу[27]
- 2012 – Трећа награда „Шумски патуљак” за филм „Потписани 03 - Воз” на Другој ревији независних оф-филмова Србије у српском Холивуду[25][35][36][37][38][39][40][41][42][43]
- 2014 – Друга награда за кратки филм „Апокалипто” на „Јаmeson J-Factory” фестивалу[44]
- 2015 - Награда публике за кратки филм „Гринвудо (Апокалипто)” на „Никон европском филмском фестивалу”[45][46]
- 2015 - Главна награда за рекламу „Јухор дању, Јухор ноћу” на Јухоровом наградном конкурсу[47]
- 2015 - Главна награда за кратки филм „Круг” у категорији „Уради сам” на Микро ФАФ 2015[47][48]
- 2016 - Као вишеструки лауреат претходних фестивала, Ковач је изабран да буде члан жирија на Петој ревији независних оф-филмова Србије у српском Холивуду[49][50]
- 2017 - Ковач је примљен у Удружење филмских уметника Србије (УФУС)[16]
- 2019 - Главна награда за најкреативнији аудио снимак (коментар) на конкурсу „Рукоментатор” организатора „Лидл Србија”[51][52]
- 2021 - Скраћена верзија филма Потписани 7 под називом The Garage, the Revenge and Something Else (20 min) проглашена је финалистом септембарског фестивала Accord Cine Fest 2021.[53]
- 2021 - Награда Најбољи музички видео - почасно признање за музички спот Friendly Plumbers - Is it really happening на октобарском фестивалу Accord Cine Fest 2021.[54][55]
- 2022 - Скраћена верзија филма Потписани 7 под називом The Garage, the Revenge and Something Else (20 min) проглашена је четвртфиналистом фестивала Serbest International Film Festival (SIFF) 2022.[53]
- 2025 - Кратки видео Симболи борбе изабран је за учешће на фестивалу Movies that Matter у Хагу, у оквиру конкурса Куц-Куц-Слободно Београдског центра за безбедносну политику[56]